# Milano-Modena 1908
La Milano-Modena 1908, seconda edizione della corsa, si svolse il 18 ottobre 1908 su un percorso di 280 km. La vittoria fu appannaggio dell'italiano Giovanni Cuniolo, che completò il percorso in 9h18'52", alla media di 30,061 km/h, precedendo il francese Omer Beaugendre ed il connazionale Carlo Mairani.
Sul traguardo di Modena 14 ciclisti, su 18 partiti da Rogoredo/Milano, portarono a termine la competizione.

## Ordine d'arrivo (Top 10)
| Pos. | Corridore         | Squadra | Tempo    |
| ---- | ----------------- | ------- | -------- |
| 1    | Giovanni Cuniolo  | Bianchi | 9h18'52" |
| 2    | Omer Beaugendre   | -       | a 3"     |
| 3    | Carlo Mairani     | -       | s.t.     |
| 4    | Battista Danesi   | -       | s.t.     |
| 5    | Clemente Canepari | Bianchi | s.t.     |
| 6    | Ernesto Ferrari   | -       | a 22"    |
| 7    | Angelo Magagnoli  | -       | s.t.     |
| 8    | Georges Paulmier  | Griffon | s.t.     |
| 9    | Dante Cavani      | -       | a 33'30" |
| 9    | Ezio Corlaita     | -       | a 34'01" |